# 阿涅德吉布
阿涅德吉布（Anedjib）（也被称为厄涅吉布、阿德吉布或阿德吉耶布，意为“拥有勇敢之心的人”或“其心即安宁”）是古埃及第一王朝的第五位法老。自远古流传下来的史料中关于他的记载相当模糊，其身份未经确证。他统治埃及逾十年。

## 统治时长
在公元前三世纪的埃及祭司曼涅托的记载中，阿涅德吉布共统治了埃及26年。但是几乎所有的埃及学研究学者均对此数据持怀疑态度，因为史料中关于这位法老的记载十分稀少，学者通常认为其统治期远短于26年。托比·威尔金森对巴勒莫石碑进行的复原工作显示阿涅德吉布的统治时长只有“10年整，或者多一点”。阿涅德吉布统治期的倒数第二年和最后一年记载于开罗的铭文残片中。亦有记载表明阿涅德吉布曾经“庆祝过赛德节，这个节日只有在一位国王统治了相当长时间之后才举办”，这可能是因为“阿涅德吉布继承登的王位时年岁已大，举办赛德节的目的是为这位已过盛年的法老获得权力而增添喜庆。”

## 统治期
阿涅德吉布的前任法老是登，人们猜测登即是阿涅德吉布的父亲。登统治埃及长达30余年，这意味着阿涅德吉布上台之时，已经年龄匪小。当时的文献记载显示他统治时期正值埃及政局动荡之时，上下埃及之间的矛盾亦十分激烈。人们推测阿涅德吉布本人即来自于上埃及的阿拜多斯城，因为在叙尼瑞墓中出土的萨卡拉王表中，他也被称为“Merbiapen”，意即提尼斯城之王。在其统治期间，阿涅德吉布不得不数次镇压了下埃及的暴动。在其继任者瑟莫赫特统治期间，诸多石花瓶上刻有的阿涅德吉布的王名都被抹去，这表明瑟莫赫特是阿涅德吉布的反对者。
阿涅德吉布的陵墓——10号陵墓发现于阿拜多斯城的乌姆·卡伯地区。这一发现加深了人们关于其短暂统治期内充满了政治危机的印象。该陵墓是“阿拜多斯地区众多皇家陵墓中最为简陋和规模最小的陵墓之一，大小仅为53.75×29.5英尺（16.4×9米）”,其建筑基本上为木结构，且建筑质量低劣，而“其四周环绕的64个家臣的陵墓也同样简陋”。